# Епархия Сан-Жуан-да-Боа-Висты
Епархия Сан-Жуан-да-Боа-Висты (лат. Dioecesis Sancti Ioannis in Brasilia) — епархия Римско-католической церкви c центром в городе Сан-Жуан-да-Боа-Виста, Бразилия. Епархия Сан-Жуан-да-Боа-Висты входит в митрополию Рибейран-Прету. Кафедральным собором епархии Сан-Жуан-да-Боа-Висты является собор святого Иоанна Крестителя.

## История
16 января 1960 года Римский папа Иоанн XXIII издал буллу In similitudinem Christi, которой учредил епархию Сан-Жуан-да-Боа-Висты, выделив её из архиепархии Рибейран-Прету.

## Ординарии епархии
- епископ David Picão (14.05.1960 — 10.05.1963);
- епископ Tomás Vaquero (2.07.1963 — 23.01.1991);
- епископ Dadeus Grings (23.01.1991 — 12.04.2000);
- епископ David Dias Pimentel (7.02.2001 — по настоящее время).

## Источник
- Annuario Pontificio, Ватикан, 2007